# زكرياء زهيد
زكريا زاهد (25 أبريل 1985 الدار البيضاء المغرب - ) هو لاعب كرة قدم مغربي، يلعب كمدافع.

## روابط خارجية
- زكريا زاهد على موقع قاعدة بيانات كرة القدم.إي يو (الإنجليزية)